# Storuman Energi
Storuman Energi är ett företag med säte i Storuman i södra Lappland som grundades 1999 med Storuman kommun och Helgeland Kraft AS som lika stora ägare. Storuman Energi säljer el över hela Sverige. De har ingen egen produktion utan köper el via elbörsen Nordpool.
Storuman Energi har ett avtal som heter Elmixen, där konsumenten har rörligt pris under sommaren och tecknar upp en viss del av förbrukningen till fast pris på vintern. Elmixen använder timmätning som innebär att kunden betalar ett lägre pris under kvällar och helger.
Den 1 januari 2019 sålde Storuman kommun sin ägarandel på 50 % till det norska energiföretaget Helgeland Kraft AS, som då blev ensam ägare.
Företaget fick Dagens Industris utmärkelse Årets Gasell i Västerbotten år 2005.